# 孝南区
孝南区是中国湖北省孝感市所辖的一个市辖区。总面积为847平方公里，常住人口約99万人。

## 历史沿革
南朝宋孝建元年（公元454年）始，历为县，州、府、行署、市所在地。
1949年属孝感县；1983年属孝感市；1993年撤销原孝感地区，设立地级孝感市；撤销县级孝感市，将其一分为二，北部为孝昌县，南部为孝南区。
国务院1993年4月10日批准撤销孝感地区设立孝感市（地级）。撤销孝感市（县级）设立孝南区和孝昌县。

## 行政区划
孝南区下辖4个街道办事处、8个镇、3个乡：
书院街道、新华街道、广场街道、车站街道、新铺镇、西河镇、杨店镇、陡岗镇、肖港镇、毛陈镇、三汊镇、祝站镇、朋兴乡、卧龙乡、闵集乡、孝南经济开发区、朱胡办事处、东山头办事处、丹阳办事处、孝天办事处和槐荫办事处。

## 人口
根據第七次人口普查數據，截至2020年11月1日零時，孝南區常住人口988479人。

## 交通
- 汉十城际铁路：孝感东站
- 京广铁路：孝感站